# Cuerpos de Mallory-Denk

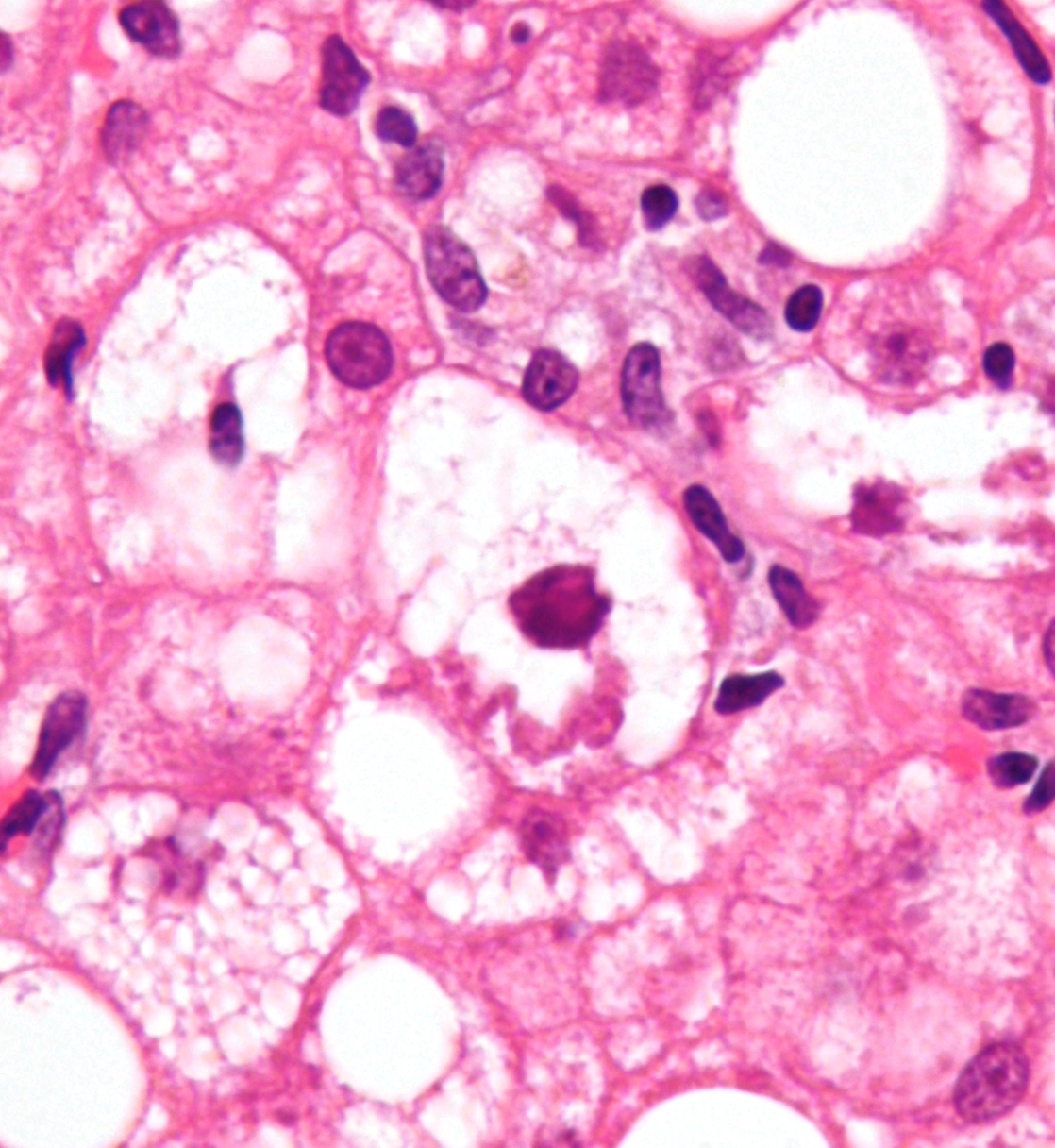
En el centro de la imagen puede apreciarse un cuerpo de Mallory, con su forma característica de cuerda retorcida, en el interior de un hepatocito. Tinción H-E.

En patología, los cuerpos de Mallory o hialina alcohólica son acumulaciones eosinófílas halladas en los hepatocitos de personas que sufren de enfermedades hepáticas como hepatitis alcohólica, cirrosis hepática de Laennec o la enfermedad de Wilson. En la mayoría de los casos sugiere daño hepático alcohólico. Contienen filamentos intermedios (filamentos de citoqueratina).

## Condiciones asociadas
Los cuerpos de Mallory se encuentran clásicamente en el hígado de personas que padecen enfermedad hepática alcohólica, por lo que se pensó que eran específicos para eso.
Son más comunes en la hepatitis alcohólica (prevalencia del 65%) y la cirrosis alcohólica (prevalencia del 51%).
Son una característica reconocida de la enfermedad de Wilson (25%), cirrosis biliar primaria (24%), cirrosis no alcohólica (24%), carcinoma hepatocelular (23%) y obesidad mórbida (8%), entre otras condiciones.  Sin embargo, también se ha informado en algunas otras condiciones no relacionadas.

## Apariencia
Los Cuerpos de Mallory (CM) son altamente eosinófilos y, por lo tanto, aparecen rosados en la tinción Hematoxilina-Eosina (H&E).

## Composición
Los Cuerpos de Mallory están formados por citoqueratinas aberrantes (sobretodo CK8/18), ubicuitina y heat shock proteins (particularmente p62). Los CM pueden surgir si aparecen citoqueratinas dañadas y hay sbreexpresión de p62. Posiblemente, las inclusiones se forman cuando la sobreexpresión de p62 (junto con ubicuitina) excede o precede a las alteraciones de los filamentos intermedios de citoqueratina.

## Epónimo
Lleva el nombre del patólogo estadounidense Frank Burr Mallory, quien describió las estructuras por primera vez en 1911.  Fueron renombradas como cuerpos de Mallory-Denk en 2007 para honrar la contribución del patólogo austríaco Helmut Denk para el análisis molecular de la patogénesis de dichas estructuras.